# Parlamentswahl in Estland 1929
Die estnische Parlamentswahl 1929 fand vom 11. bis 13. Mai statt. Es waren die Wahlen zur vierten Legislaturperiode des estnischen Parlaments (Riigikogu) nach Verabschiedung der estnischen Verfassung von 1920.

## Wahlverfahren
Die 100 Abgeordneten wurden nach dem Verhältniswahl für eine Legislaturperiode von drei Jahren gewählt. Die Sitzzuteilung erfolgte nach dem D’Hondt-Verfahren.
Wie bereits bei der vorhergehenden Parlamentswahl 1926 konnten nur Parteien ins Parlament einziehen, die mindestens zwei Abgeordnetensitze erreicht haben. Alle Kandidaten mussten eine Kaution hinterlegen, um zur Wahl zugelassen zu werden.
Es galt in Estland die Wahlpflicht.

## Wahlergebnis
Die Wahl von 1929 zeigte ein weitgehend konsolidiertes estnisches Parteienspektrum. Sie brachte wenig Änderungen in der Zusammensetzung des Parlaments. Wie bereits im vorherigen Riigikogu blieben zehn Parteien vertreten, was das Regieren nicht erleichterte.
Vor allem die drei größten Parteien konnten ihr Ergebnis von 1926 behaupten oder sogar leicht ausbauen. August Rei (Eesti Sotsialistlik Tööliste Partei), Jaan Teemant (Põllumeeste Kogud) und Rudolf Penno (Vereinigung der „Siedler, Kleinbauern und Staatspächter“) waren die Gewinner der Wahlen.
Auch die übrigen Parteien konnten ihr Wahlergebnis von 1926 in etwa halten. Wahlverlierer war die Estnische Arbeitspartei (Eesti Tööerakond) unter Otto Strandman, die nur noch zehn anstatt bislang 13 Abgeordnete stellte.
Die deutschsprachige und die schwedischsprachige Minderheiten hatten sich zu einem Wahlbündnis zusammengeschlossen. Sie stellten nun drei statt bislang zwei Abgeordnete. Mit Hans Pöhl zog neben den beiden deutsch-baltischen Abgeordneten wieder ein Vertreter der schwedischen Minderheit in den Riigikogu ein.
Vor den Wahlen war die bislang linkssozialistische Estnische Arbeiterpartei von den Kommunisten unterwandert worden und führte einen strammen Kurs ein, der nach Moskau gerichtet war. Sie erreichte 6,2 % der Stimmen.

## Amtliches Endergebnis
- Anzahl der Wahlberechtigten: 712.670 (ohne Armeeangehörige)
- Abgegebene Stimmen: 508.106 (einschl. Armeeangehörige)
- Wahlbeteiligung: 69,3 % (einschl. Armeeangehörige)
- Ungültige Stimmen (einschl. Armeeangehörige): 3.110 (0,6 %)
- Gültige Stimmen (einschl. Armeeangehörige): 504.996 (99,4 %)

| Partei | Partei                                                             | deutscher Name                                                                        | politische Orientierung                             | % (Wahl 1929) | Sitze (Wahl 1926) | % (Wahl 1926) | Sitze (Wahl 1926) |
| ------ | ------------------------------------------------------------------ | ------------------------------------------------------------------------------------- | --------------------------------------------------- | ------------- | ----------------- | ------------- | ----------------- |
|        | Eesti Sotsialistlik Tööliste Partei                                | Estnische Sozialistische Arbeiterpartei                                               | sozialdemokratisch                                  | 24,0 %        | 25                | 22,9          | 24                |
|        | Põllumeeste Kogud                                                  | Bund der Landwirte                                                                    | agrarisch-konservativ                               | 23,1 %        | 24                | 21,4 %        | 23                |
|        | Asunikkude, Väikepõllupidajate ja Riigirentnikkude Koondus         | Vereinigung der „Siedler, Kleinbauern und Staatspächter“                              | agrarisch; Mitte-links                              | 13,7 %        | 14                | 13,5 %        | 14                |
|        | Eesti Tööerakond                                                   | Estnische Arbeitspartei                                                               | Mitte-links                                         | 10,2 %        | 10                | 12,3 %        | 13                |
|        | Eesti Rahvaerakond                                                 | Estnische Volkspartei                                                                 | mitte-rechts                                        | 8,9 %         | 9                 | 7,4 %         | 8                 |
|        | Eesti Tööliste Partei                                              | Estnische Arbeiterpartei                                                              | kommunistisch                                       | 6,2 %         | 6                 | 5,8           | 6                 |
|        | Kristlik Rahvaerakond                                              | Christliche Volkspartei                                                               | christlich-konservativ                              | 4,1 %         | 4                 | 5,4 %         | 5                 |
|        | Saksa-Rootsi Valimisblokk                                          | Deutsch-Schwedischer Wahlblock                                                        | deutschsprachige und schwedischsprachige Minderheit | 3,2 %         | 3                 | 2,5 %         | 3                 |
|        | Majaomanikud, kaupmehed, töösturid ja teised eraomandust pooldajad | „Hauseigentümer, Kaufleute, Industrielle und andere Unterstützer des Privateigentums“ | Kleinunternehmer                                    | 2,9 %         | 3                 | 2,4 %         | 2                 |
|        | Vene Rahvuslik Liit Eestis                                         | Russischer Nationalverband in Estland                                                 | russischsprachige Minderheit                        | 2,5 %         | 2                 | 3,3 %         | 3                 |

Die linkssozialistische Partei Töölised, üürnikud, kalamehed ja väikemaapidajad („Arbeiter, Mieter, Fischer und Kleinbauern“), die sich zur Wahl gestellt hatte, erhielt kein Abgeordnetenmandat. Sie scheiterte mit 1,2 % der Stimmen an der 2-Prozent-Hürde.

## Regierungsbildung
Am 14. Juni endete die dritte Legislaturperiode des Riigikogu. Am 29. Juni 1929 trat nach parlamentarischer Tradition die bisherige Koalitionsregierung unter August Rei zurück.
Am 2. Juli trat das neugewählte Parlament zu seiner Eröffnungssitzung zusammen.
Otto Strandman von der Estnischen Arbeitspartei bildete am 9. Juli 1929 eine neue mitte-rechts Regierung. Ihr gehörten die Eesti Tööerakond (Estnische Arbeitspartei, ETE), die Kristlik Rahvaerakond (Christliche Volkspartei, KRE), die Põllumeeste Kogud (Bund der Landwirte, PK), die Eesti Rahvaerakond (Estnische Volkspartei, ER) und die Partei der Asunikud, väikepõllupidajad ja riigirentnikud („Siedler, Kleinbauern und Staatspächter“) an. Sie blieb bis zum Februar 1931 im Amt.
Die Regierung musste vor allem gegen die Folgen der schweren Weltwirtschaftskrise kämpfen, die Estland ab 1930 hart traf.

## Weitere Konsolidierung der estnischen Parteienlandschaft
Auch aufgrund der schweren Wirtschaftskrise, die zu heftigen innenpolitischen Verwerfungen führte, kam es während der vierten Legislaturperiode zur Umgestaltung der estnischen Parteienlandschaft.
Am 29. Oktober 1931 fusionierten die Estnische Volkspartei (Eesti Rahvaerakond) und die Christliche Volkspartei (Kristlik Rahvaerakond). Beide Parteien hatten sich 1919 im Streit um die Rolle und Stellung der Kirche im demokratischen Staat getrennt.
Am 26. Januar 1932 kam es zur Vereinigung der beiden Fraktionen des Bunds der Landwirte (Põllumeeste Kogud) und der Vereinigung der „Siedler, Kleinbauern und Staatspächter“ (Asunikkude, Väikepõllupidajate ja Riigirentnikkude Koondus). Beide Parteien repräsentierten das agrarisch orientierte Parteienspektrum. Der offizielle Parteizusammenschluss wurde auf einem Vereinigungskongress am 29. Februar 1932 beschlossen.
Am 29. Januar 1932 vereinigte sich die Estnische Volkspartei (Eesti Rahvaerakond) mit der Estnischen Arbeitspartei (Eesti Tööerakond) zur Nationalen Zentrumspartei (Rahvuslik Keskerakond). Ihr schloss sich am 5. Februar die Fraktion der „Hauseigentümer, Kaufleute, Industrielle und andere Unterstützer des Privateigentums“ (Majaomanikud, kaupmehed, töösturid ja teised eraomandust pooldajad) an.
Die folgenden Wahlen zum estnischen Parlament fanden vom 21. bis 23. Mai 1932 statt.